# 卡皮托拉 (加利福尼亚州)
卡皮托拉（英語：Capitola），是美国加利福尼亚州聖塔克魯茲縣下属的一座城市。建市于1949年1月11日，面积大约为1.59平方英里（4.1平方公里）。根据2010年美国人口普查，该市有人口9,918人。